# 1-й Крошенський провулок (Житомир)
1-й Крошенський провулок — провулок в Корольовському районі міста Житомира.

## Опис
Провулок розташований у Старому місті, на історичній Путятинці.  
Бере початок з вулиці Князів Острозьких, прямує у східному напрямі та завершується кутком. Забудова — садибна житлова, 1950-х рр.  

## Історія
Провулок виник у 1950-х роках в житловому кварталі, розпланованому у другій половині ХІХ ст. на Путятинці, на землях хутору Сейферта. Провулок та його забудова сформувалися протягом 1950-х років. Назву провулок отримав у 1958 році. Назва провулку є похідною від старої назви вулиці, з якої він розпочинається — вулиці Крошенської (нині Князів Острозьких). 